# إديث ديلي
إديث ديلي (بالإنجليزية: Edith Daley)‏ (1876 - 1948)؛ أمينة مكتبة، كاتِبة وشاعرة أمريكية.